# Tyranneutes stolzmanni
Tyranneutes stolzmanni là một loài chim trong họ Pipridae.